# Atroxima congolana
Atroxima congolana es una especie de Magnoliopsida del género Atroxima, de la familia Polygalaceae, del orden Fabales.

## Taxonomía
Fue descrita científicamente por E.M.A.Petit. Fue publicado por primera vez en Petit, E. M. A. (1955). In: Bull. Jard. Bot. État Bruxelles 25: 336.